# 大口羊舌鮃
大口羊舌鮃為輻鰭魚綱鰈形目鰈亞目鮃科的其中一種，為亞熱帶海水魚，分布於東大西洋挪威至安哥拉，也包括地中海、黑海海域，棲息深度10-200公尺，體長可達25公分，棲息在泥底質底層水域，以小魚及無脊椎動物為食，生活習性不明。

## 扩展阅读
維基物種上的相關：大口羊舌鮃